# George Gallup
Pour les articles homonymes, voir Gallup.
George Gallup, né le 18 novembre 1901 à Jefferson (Iowa) et mort le 26 juillet 1984 à Tschingel (Suisse), est un statisticien et sociologue américain. Aux États-Unis, son nom est très fortement associé aux « sondages d'opinion » qu'il a contribué à populariser.

## Carrière
George Gallup est diplômé en journalisme de l'université de l'Iowa, où il a obtenu sa licence (1923), sa maîtrise (1925) et son doctorat (1928). En 1935, il crée sa propre entreprise de sondage d'opinion, l'American Institute of Public Opinion, dont la réussite part de l'idée qu'il est possible de déterminer une grande part de l'opinion des gens en fonction de leur âge, leur sexe, leur habitat, leur profession, leur religion, leur origine ethnique, etc. La constitution d'un échantillon représentatif de la population totale permet donc de prévoir les opinions majoritaires. Au début, le but de l'entreprise est purement commercial, mais très vite, elle est absorbée par une clientèle politique.
La célébrité de George Gallup remonte au mois de novembre 1936 : cette année-là, il prédit la réélection du président Franklin Roosevelt, en se fondant sur un échantillon représentatif de 50 000 personnes, alors que plusieurs journaux, qui lui étaient hostiles, en s'appuyant sur une enquête auprès de dix millions de lecteurs du magazine Literary Digest, prédisaient la victoire de son adversaire républicain Alfred Landon. La méthode Gallup s'affirme à ce moment et est reprise ensuite par tous les pays démocratiques en Occident pour organiser les élections.
Proche de Roosevelt, il fait partie du Comité sur le sentiment national créé en 1940 pour infléchir la communication gouvernementale en matière d'information de guerre.
En novembre 1948, l'Institut commet l'erreur de prédire la défaite du président Harry Truman, candidat démocrate, face au gouverneur Dewey, candidat républicain, alors que l'inverse se produit. Il reconnaît son erreur en avouant qu'il a arrêté l'enquête d'opinion deux semaines avant l'élection, alors que l'opinion est en train de basculer.